# Nokia 1650
Il Nokia 1650 è un telefonino prodotto dall'azienda finlandese Nokia e messo in commercio nel 2008.

## Caratteristiche
- Dimensioni: 104 x 44 x 18 mm
- Massa: 80 g
- Risoluzione display: 128 x 160 pixel a 65 536 colori
- Durata batteria in conversazione: 8 ore
- Durata batteria in standby: 420 ore (17 giorni)